# Deuterocopus papuaensis
Deuterocopus papuaensis là một loài bướm đêm thuộc họ Pterophoridae. Nó được tìm thấy ở New Guinea.